# Cody Hodgson
Cody Hodgson (né le 18 février 1990 à Toronto dans la province de l'Ontario) est un joueur professionnel canadien de hockey sur glace. Il évolue au poste de centre.

## Biographie

### Carrière en club

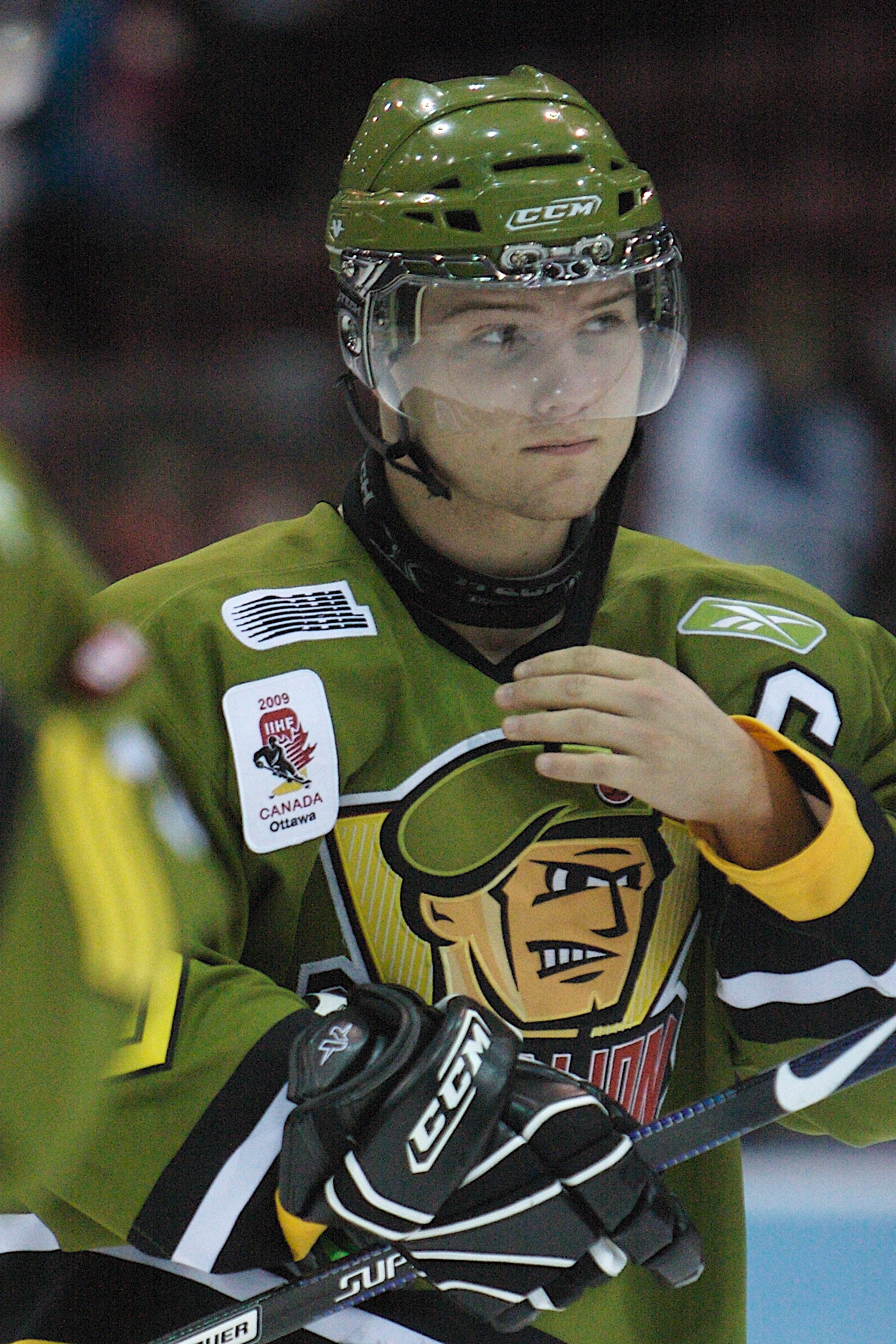
Hodgson avec les Battalion de Brampton.

En 2006, il débute dans la Ligue de hockey de l'Ontario avec les Battalion de Brampton. Il est choisi en 2008 au cours du repêchage d'entrée dans la Ligue nationale de hockey par les Canucks de Vancouver en 1er ronde, en 10e position. Il participe avec l'équipe LHO au Défi ADT Canada-Russie en 2008. Il passe professionnel en 2010 avec le Moose du Manitoba dans la Ligue américaine de hockey. Le 27 février 2012, il est échangé avec Alexander Sulzer aux Sabres de Buffalo en retour de Zack Kassian et Marc-André Gragnani.
Le 1er juillet 2015, il signe un contrat d'une saison de 1,1 million de dollars avec les Predators de Nashville.

### Carrière internationale
Il représente l'équipe du Canada en sélection jeune.

## Trophées et honneurs personnels

### Championnat du monde moins de 18 ans
- 2008 : Meilleur pointeur.
- 2008 : Meilleur passeur.

### Ligue de hockey de l'Ontario
- 2008 : participe au Match des étoiles avec l'association de l'Est.
- 2009 : remporte le trophée Red-Tilson.
- 2009 : remporte le trophée William-Hanley.

### Championnat du monde junior
- 2009 : élu dans l'équipe type des médias.

## Statistiques

### En club
| Saison     | Équipe                 | Ligue      |                   | Saison régulière  | Saison régulière  | Saison régulière  | Saison régulière  | Saison régulière |    | Séries éliminatoires | Séries éliminatoires | Séries éliminatoires | Séries éliminatoires | Séries éliminatoires |
| Saison     | Équipe                 | Ligue      | PJ                | B                 | A                 | Pts               | Pun               | PJ               | B  | A                    | Pts                  | Pun                  |                      |                      |
| 2004-2005  | Waxers de Markham      | LHJPO      | 2                 | 0                 | 1                 | 1                 | 0                 | -                | -  | -                    | -                    | -                    |                      |                      |
| 2006-2007  | Battalion de Brampton  | LHO        | 63                | 23                | 23                | 46                | 24                | 4                | 1  | 3                    | 4                    | 0                    |                      |                      |
| 2007-2008  | Battalion de Brampton  | LHO        | 68                | 40                | 45                | 85                | 36                | 5                | 5  | 0                    | 5                    | 2                    |                      |                      |
| 2008-2009  | Battalion de Brampton  | LHO        | 53                | 43                | 49                | 92                | 33                | 21               | 11 | 20                   | 31                   | 18                   |                      |                      |
| 2008-2009  | Moose du Manitoba      | LAH        | -                 | -                 | -                 | -                 | -                 | 11               | 2  | 4                    | 6                    | 4                    |                      |                      |
| 2009-2010  | Battalion de Brampton  | LHO        | 13                | 8                 | 12                | 20                | 9                 | 11               | 3  | 7                    | 10                   | 4                    |                      |                      |
| 2010-2011  | Moose du Manitoba      | LAH        | 52                | 17                | 13                | 30                | 14                | -                | -  | -                    | -                    | -                    |                      |                      |
| 2010-2011  | Canucks de Vancouver   | LNH        | 8                 | 1                 | 1                 | 2                 | 0                 | 12               | 0  | 1                    | 1                    | 2                    |                      |                      |
| 2011-2012  | Canucks de Vancouver   | LNH        | 63                | 16                | 17                | 33                | 8                 | -                | -  | -                    | -                    | -                    |                      |                      |
| 2011-2012  | Sabres de Buffalo      | LNH        | 20                | 3                 | 5                 | 8                 | 2                 | -                | -  | -                    | -                    | -                    |                      |                      |
| 2012-2013  | Americans de Rochester | LAH        | 19                | 5                 | 14                | 19                | 10                | -                | -  | -                    | -                    | -                    |                      |                      |
| 2012-2013  | Sabres de Buffalo      | LNH        | 48                | 15                | 19                | 34                | 20                | -                | -  | -                    | -                    | -                    |                      |                      |
| 2013-2014  | Sabres de Buffalo      | LNH        | 72                | 20                | 24                | 44                | 20                | -                | -  | -                    | -                    | -                    |                      |                      |
| 2014-2015  | Sabres de Buffalo      | LNH        | 78                | 6                 | 7                 | 13                | 12                | -                | -  | -                    | -                    | -                    |                      |                      |
| 2015-2016  | Predators de Nashville | LNH        | 39                | 3                 | 5                 | 8                 | 6                 | -                | -  | -                    | -                    | -                    |                      |                      |
| 2015-2016  | Admirals de Milwaukee  | LAH        | 14                | 4                 | 7                 | 11                | 0                 | -                | -  | -                    | -                    | -                    |                      |                      |
| 2023-2024  | Admirals de Milwaukee  | LAH        | Saison en cours ? | Saison en cours ? | Saison en cours ? | Saison en cours ? | Saison en cours ? |                  |    |                      |                      |                      |                      |                      |
| Totaux LNH | Totaux LNH             | Totaux LNH | 328               | 64                | 78                | 142               | 68                | 12               | 0  | 1                    | 1                    | 2                    |                      |                      |

### En équipe nationale
| Année | Compétition                          |   | PJ | B  | A  | Pts | Pun | +/-             |  | Résultat |
| 2008  | Championnat du monde moins de 18 ans | 7 | 2  | 10 | 12 | 8   | +2  | Médaille d'or   |  |          |
| 2009  | Championnat du monde junior          | 6 | 5  | 11 | 16 | 2   | +8  | Médaille d'or   |  |          |
| 2014  | Championnat du monde                 | 8 | 6  | 2  | 8  | 4   | +3  | Cinquième place |  |          |